# Hubert Dörer
Hubert Dörer (* 9. September 1966 in Villach, Kärnten) ist ein österreichischer Kraftsportler. Er wurde bisher (2010) zweimal Weltmeister im Kraftdreikampf (Powerlifting), dreimal Europameister, 16-facher Staatsmeister und Cupsieger sowie stärkster Mann Österreichs. Darüber hinaus stellte er mehrere Kraft-Weltrekorde auf.

## Leben
Im Alter von zehn Jahren begann er vereinsmäßig mit Skifahren und später Langlaufen, wobei er u. a. Kärntner Meister im Langlaufen wurde. Nebenbei spielte er Fußball bei Sturm Fellach und dann beim ASKÖ Töplitsch/Kellerberg. Mit 16 Jahren begann er mit Gewichtstraining und mit 17 wurde er Boxer beim Boxverein Union Villach. Als er später auch noch im österreichischen Nationalteam des American Football mitspielte, erhielt er Kontakt zum Bodybuilding. Mit 26 Jahren nahm er auf Anfrage des Veranstalters der Austrian Giants, Otto Wanz, an dieser Veranstaltung teil und erreichte auf Anhieb den 9. Platz. Von nun an trainierte er eisern und konnte im Februar 1996 beim Powerlifting B Liga Weltcup in Lienz den 2. Platz erreichen. Im März 1997 erreichte er beim Powerlifting B Liga Weltcup in Reutte den 1. Platz und im April 1998 gewann er die Powerlifting-Europameisterschaft in England. Zwei Monate darauf konnte er sich auch noch den österreichischen Staatsmeistertitel im Powerlifting sichern.
1999 gilt als sein erfolgreichstes Sportjahr; Er wurde nicht nur Staatsmeister im Bankdrücken und Vize-Staatsmeister im Powerlifting, sondern im November auch Weltmeister im Powerlifting und Vize-Weltmeister im Bankdrücken. Die WM fand im kanadischen Calgary statt. Im Juni 2000 gewann er erneut die Staatsmeisterschaften im Bankdrücken und Powerlifting. Nachdem er 2001 erneut Staatsmeister im Powerlifting wurde, wurde er zum Sportler des Jahres gewählt.
Im August 2002 gewann er die österreichische Strong Man-Meisterschaft in Klagenfurt und galt somit offiziell als stärkster Mann Österreichs. Im November selben Jahres stellte er einen neuen Weltrekord im Motorrad halten auf. 2003 gewann er den Strong Man Austria Cup in Salzburg. 2004 folgten mehrere Showauftritte sowie ein Weltrekord als lebende Abschleppstange und ein Weltrekord im Ziegelheben. Seit Ende 2004 organisiert er Strongman Cups für den D.A.CH Verband. Seit 30. März 2009 betreibt er das Dorfcafe in Weißenstein.
2010 wurde er im slowakischen Trnava erneut Weltmeister im Kraftdreikampf. Nach Kniebeugen mit 290 Kilogramm auf den Schultern, Bankdrücken mit 212,5 Kilogramm und Kreuzheben mit 280,5 Kilogramm, gewann er nicht nur Gold in der Königsklasse (+ 140 kg), sondern stellte mit insgesamt 783 kg bewegten Gewicht, auch einen neuen Europarekord auf.
Hubert Dörer ist verheiratet und hat zwei Töchter. Seine Tochter Corinna (* 1992), Berufssoldatin beim Bundesheer, trat ebenfalls in die Fußstapfen ihres Vaters und konnte bereits zahlreiche Erfolge feiern. Am 20. April 2011 hatte er einen schweren Motorradunfall, erlitt eine Beckensprengung und saß vier Monate im Rollstuhl. Die Schmerzen beim Training und der Krankheitszustand wurden immer schlimmer. Aus diesem Grund beendete Dörer sein aktives sportliches Leben. Er unterstützt mit seiner Erfahrung den Nachwuchs des KSV - Kärnten.

## Wettbewerbe (Auswahl)
1995
- Juni - Strongman Austrian Giants, 9. Platz

1996
- Februar - Powerlifting B Liga Weltcup, 2. Platz
- Juni - Powerlifting Nationalmeisterschaft, 3. Platz
- August - Strongman Kraftlackl Wettkampf, 3. Platz
- Oktober - Bankdrücken Nationalmeisterschaft, 3. Platz

1997
- März - Powerlifting B Liga Weltcup, 1. Platz
- April - Powerlifting Europameisterschaft, 3. Platz
- Juni - Powerlifting Nationalmeisterschaft, 2. Platz
- Oktober - Bankdrücken Nationalmeisterschaft, 2. Platz
- November - Powerlifting Weltmeisterschaft, 6. Platz

1998
- April - Powerlifting Europameisterschaft, 1. Platz
- Juni - Powerlifting Nationalmeisterschaft, 1. Platz
- Juli - Strong Man Stärkster Mann Österreichs, 3. Platz
- Oktober - Bankdrücken Nationalmeisterschaft, 2. Platz
- November - Bankdrücken Weltmeisterschaft, 5. Platz
- November - Powerlifting Weltmeisterschaft, 4. Platz

1999
- Juli - Powerlifting Nationalmeisterschaft, 2. Platz
- September - Strong Man Weltmeisterschaft, 13. Platz
- Oktober - Bankdrücken Nationalmeisterschaft, 1. Platz
- November - Bankdrücken Weltmeisterschaft, 2. Platz
- November - Powerlifting Weltmeisterschaft, 1. Platz

2000
- Mai - Strong Man Team Weltmeisterschaft, 4. Platz
- Mai - Powerlifting Europameisterschaft, 3. Platz
- Juni - Bankdrücken Nationalmeisterschaft, 1. Platz
- Juni - Powerlifting Nationalmeisterschaft, 1. Platz

2001
- Juni - Powerlifting Nationalmeisterschaft, 1. Platz
- Juli - Strong Man Weltcup Ungarn, 2. Platz
- November - Strong Man Weltcup Salzburg, 4. Platz
- Dezember - Strong Man Winter Giants, 3. Platz
- Sportler des Jahres in Österreich

2002
- März - Strong Man Weltcup Deutschland, 3. Platz
- April - Strong Man Europameisterschaft, 3. Platz
- August - Strong Man Österreichische Meisterschaft, 1. Platz
- November - Strong Man Weltcup Wien, 5. Platz
- November - Strong Man Weltcup Wien, Gesamtwertung 3. Platz
- November - Weltrekord im Motorrad halten

2003
- Februar - Strong Man Weltcup Spanien, 4. Platz
- März - Strong Man Austria Cup Salzburg, 1. Platz
- April - Strong Man Austria Cup Tulln, 3. Platz
- Mai - Strong Man Weltcup Kellerberg, 3. Platz
- Juni - Strong Man Weltcup Polen, 2. Platz
- Juli - Strong Man Weltcup Ungarn, 4. Platz
- August - Strong Man Weltcup Ukraine, 3. Platz
- September - Strong Man Weltcup Schweiz, 3. Platz
- November - Strong Man Weltcup Wien, 2. Platz
- Weltcup-Gesamtwertung 2. Platz

2004
- Februar - Strong Man Weltcup Spanien, 3. Platz
- April - Strong Man Weltcup Villach, 7. Platz
- Diverse Showauftritte
- Weltrekord im Ziegelhalten
- Weltrekord als lebende Abschleppstange

2005
- April - Wettkampf in Polen, 7. Platz

2010
- Powerlifting Weltmeisterschaft, 1. Platz

2011
Nationalmeisterschaft Wuap Bankdrücken Masters, 1. Platz
- Powerlifting Weltmeisterschaft Bankdrücken Masters Klasse  1 Platz